# Smíchov

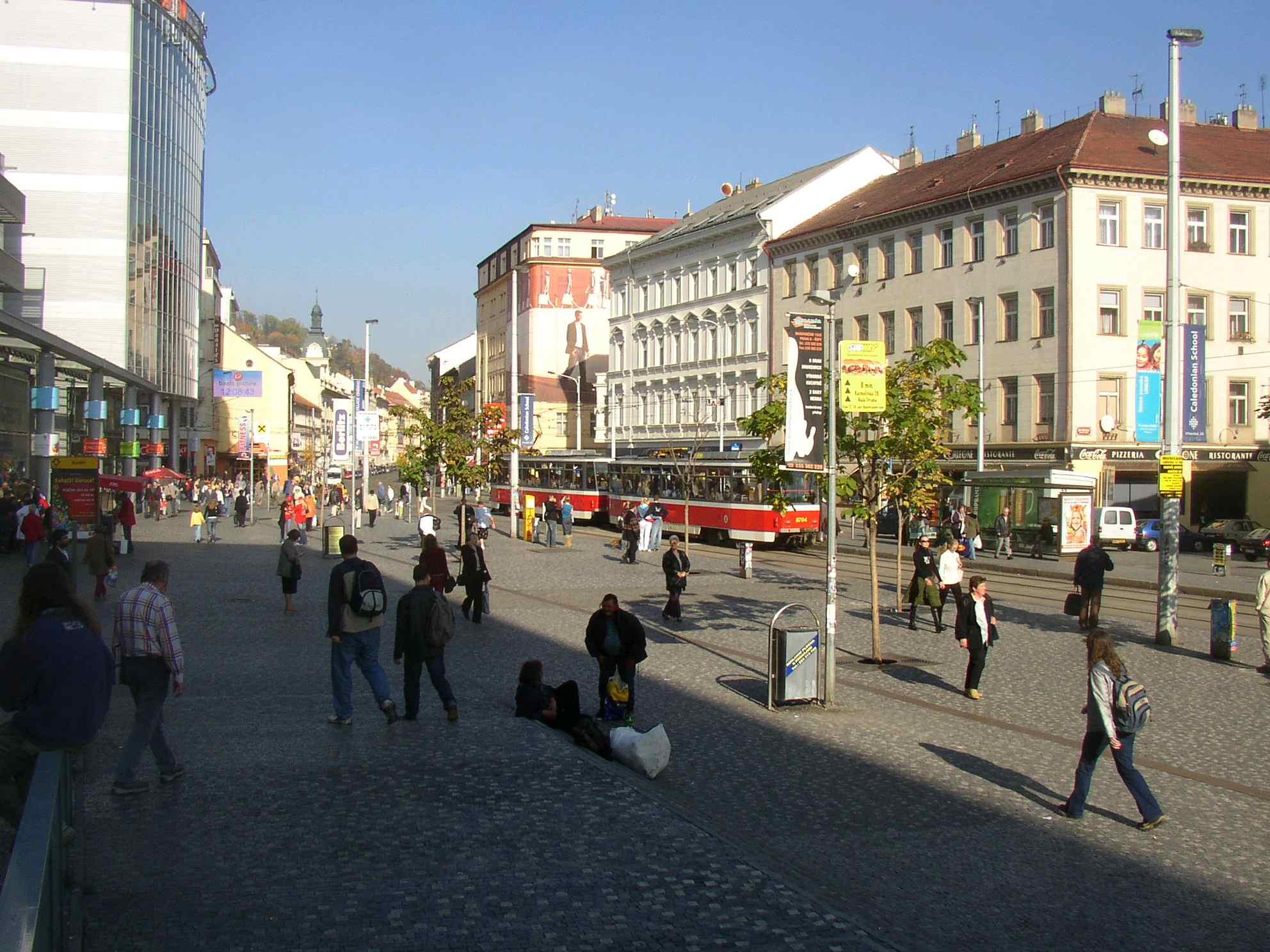
Skrzyżowanie Anděl (Anioł) jest dzisiaj ruchliwym sercem Smíchova

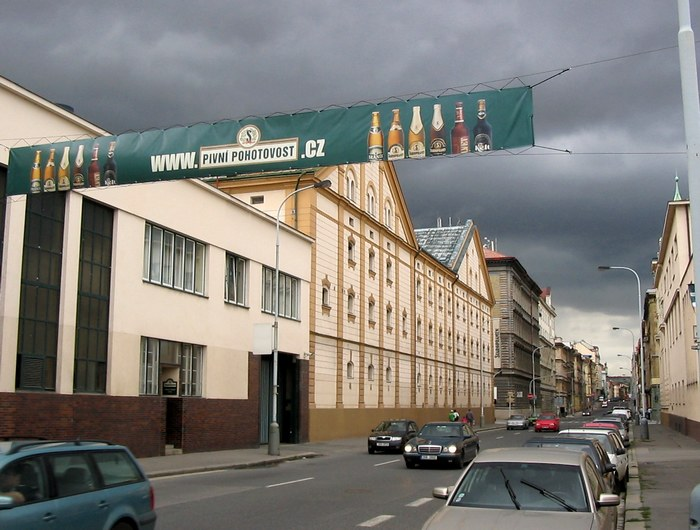
Smichov. Ulica Svornosti przecinająca zabudowania browaru Staropramen

Smíchov – od 1922 jedna z dzielnic stolicy Czech, Pragi.

## Historia
Pierwsze wzmianki o Smíchovie pochodzą z XIII wieku, ale pierwsze większe domy szlacheckie i mieszczańskie budowano tu od XVI wieku.
W okresie rozwoju przemysłu zaczęły powstawać tu fabryki takie jak wytwórnia wagonów i tramwajów Ringhoffera. Od tego czasu dzielnica zaczęła być zamieszkiwana przez najbiedniejszą, robotniczą część mieszkańców Pragi.
Do lat 90. znajdowały się tu zakłady ČKD. Po ich upadku rozpoczęto przebudowę dzielnicy – wyremontowano zabytkowe kamienice, wybudowano nowe centra handlowe i kina.
Obecnie z większych zakładów pozostały tu browary Staropramen.

## Zabytki
- willa małżeństwa Duškových na Bertramce, w której bywał Wolfgang Amadeus Mozart
- park Sacré Coeur – pozostałość po znajdującym się tu klasztorze sióstr Zgromadzenia Sacré Coeur, które po I wojnie światowej opuściły Czechy; pozostawione budynki klasztorne przekształcono wówczas w siedzibę urzędów i firm.
- Kościół Świętego Gabriela
- kościółek św. Michała przeniesiony z Rusi Podkarpackiej
- Cmentarz Małostrański
- Synagoga Smíchovska z 1863 roku